# Mychonia brunnea
Mychonia brunnea là một loài bướm đêm trong họ Geometridae.